# Kılıçtutan, Altınözü
Kılıçtutan là một xã thuộc huyện Altınözü, tỉnh Hatay, Thổ Nhĩ Kỳ. Dân số thời điểm năm 2011 là 411 người.